# Galaktyka Kijanka
Galaktyka Kijanka (również UGC 10214, Arp 188) – galaktyka spiralna z poprzeczką znajdująca się w konstelacji Smoka w odległości 420 milionów lat świetlnych od Ziemi. Galaktyka ta ma rozciągnięte jedno z ramion spiralnych na odległość 280 tysięcy lat świetlnych. Sprawcą tego wydarzenia jest sąsiednia galaktyka widoczna poprzez lewą górną część dysku Kijanki, oddziałująca grawitacyjnie na gwiazdy, gaz i pył w formie sił przypływowych. Zdarzenie to będzie trwało długo (miliony lat), ale ostatecznie galaktyka – jak ziemskie kijanki – utraci „ogon”, z którego powstaną karłowate galaktyki będące satelitami dużej galaktyki spiralnej.
Szereg podobnych do niej galaktyk zaobserwowano w głębokim przeglądzie nieba wykonanym przez Kosmiczny Teleskop Hubble’a i zinterpretowano jako bardzo wczesny etap zlewania się galaktyk, znacznie poprzedzający późniejszą aktywność (Straughn i in. 2006).